# Leucocoryne lilacea
Leucocoryne lilacea är en amaryllisväxtart som beskrevs av Pierfelice Ravenna. Leucocoryne lilacea ingår i släktet Leucocoryne och familjen amaryllisväxter. Inga underarter finns listade i Catalogue of Life.